# Fibel (Schulbuch)

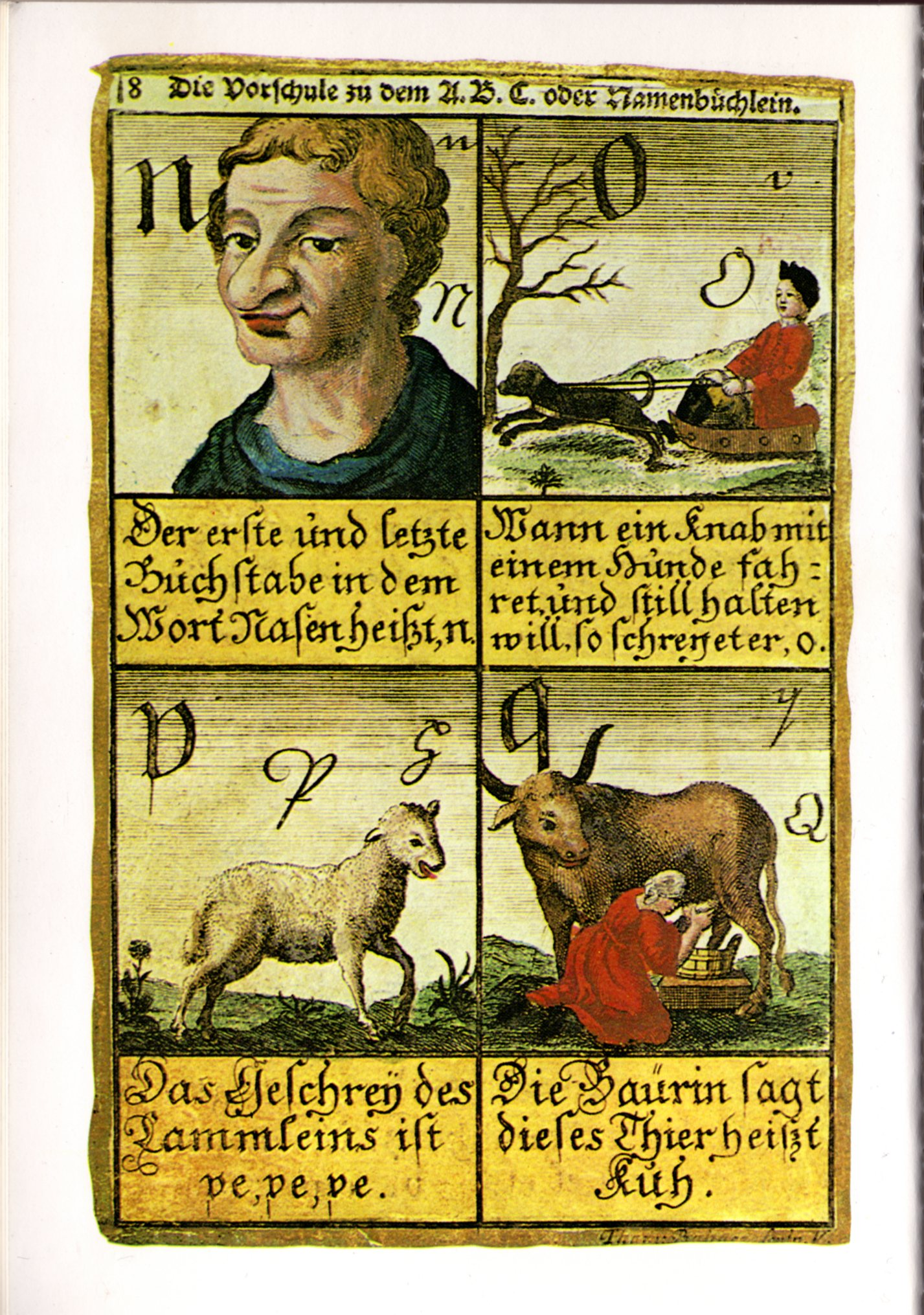
Josephinische Erzherzogliche ABC oder Namenbüchlein 1741

Eine Fibel ist ein meistens bebildertes Anfängerlesebuch, speziell für Kinder zum Lesenlernen. Geläufig ist auch die Bezeichnung ABC-Buch oder Namenbüchlein in Österreich und der Schweiz.

## Geschichte
Der Vorläufer der heute verwendeten Fibeln und Lesebücher im Mittelalter hieß Abecedarium, nach den ersten Buchstaben des lateinischen Alphabets a, b, c, d. Das Abecedarium von Platearus aus dem Jahr 1544 war bereits nach dem Schema aufgebaut, wie es Cécile Schwarz in ihrem Lehr- und Handbuch Systematische Logopädie von 1985 beschrieben hat.
Mit der Reformation setzte die Entwicklung zu einem schulischen Unterricht und einer gezielten Leseerziehung ein. Nach Ansicht der Reformatoren die Bibel mit Gottes Wort selbst gelesen werden können. Martin Luther verzichtete für seine Bibelübersetzung auf die Maximilianische Kanzleisprache und zog die sächsische vor. Jede reformierte Gemeinde wurde verpflichtet, entsprechend „deutsch“ zu unterrichten. Huldrych Zwingli übersetzte die Bibel entsprechend dem damaligen Zürichdeutsch.
Die Fibel ist das Büchlein, welches in die zu lesenden gedruckten Buchstaben einführt. Es hat sich in unterschiedlichen Ausführungen international im Schulunterricht durchgesetzt. Fibeln gibt es seit der zweiten Hälfte des 20. Jahrhunderts in so gut wie allen Ländern der Erde.

## Verwendung
Die Fibel ist ein Schriftstück, das visuell erfassbare Schriftzeichen (Buchstaben) anbietet. Im 19. Jahrhundert wurden zunehmend die Prinzipien des Lesens und Lernens erarbeitet. Unentbehrlich ist eine Person, die vorspricht, wie diese Buchstaben ausgesprochen werden. Zwei unterschiedliche Sinnesleistungen müssen dabei übereinstimmend eingesetzt werden, was bereits zu Schwierigkeiten und Lernversagen führen kann. Diese Hürde bleibt vielfach unbeachtet, weil die meisten Schüler damit keine Mühe haben. Für Erwachsene, die lesen lernen, gilt das Gleiche wie für die Schulkinder.

### Deutschland
Die ersten Fibeln in Deutschland benutzten die Buchstabiermethode, bei der zuerst die Buchstaben mit ihrem Buchstabennamen bezeichnet wurden, damit man sie zusammen mit der Form einprägen konnte. Dann wurden Silben oder kurze Wörter Buchstabe für Buchstabe aufgezählt und dann die Silbe oder das Wort genannt. Diese Methode war bis ins 19. Jahrhundert hinein die übliche Anfangsmethode beim Lesenlernen. 1527 wandte sich Valentin Ickelsamer gegen die Buchstabiermethode und schlug Methoden vor, bei denen die Kinder die Buchstaben als Laute aus der gesprochenen Sprache lernten.
Heute werden zum Lesenlernen ähnliche Bücher oder Poster verwendet, die Wörter sind jedoch nicht nach den Anfangsbuchstaben, sondern vielmehr nach Anlauten differenziert (Anlauttabelle) und enthalten auch Einträge für Diphthonge und andere Buchstabenverbindungen.
Nach dem Zweiten Weltkrieg wurden die Fibeln in Deutschland durch die Control Commission for Germany (B.E.) kontrolliert und zugelassen.
Die Kinder in der DDR lernten das Lesen in der Schule anhand der Fibel. Der Titel des Buches lautete ab 1968 sowie in der Neuausgabe 1974 „Unsere Fibel“ bzw. in der Ausgabe 1990 „Meine Fibel“. Die Fibel erschien im Verlag Volk und Wissen. Der Seitenumfang lag bei ca. 112 Seiten. Die Illustrationen der DDR-Fibeln stammten in der Ausgabe 1968 von Hans Baltzer, Ausgabe 1974 von Werner Klemke und Ausgabe 1990 von Konrad Golz.

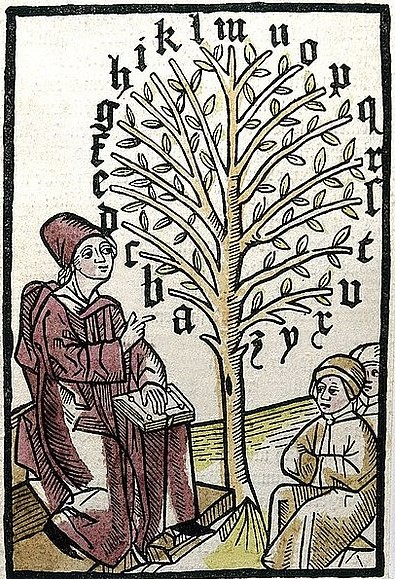
Johann Geiler von Kaysersberg: Ein heylsame lere und predig, 1490
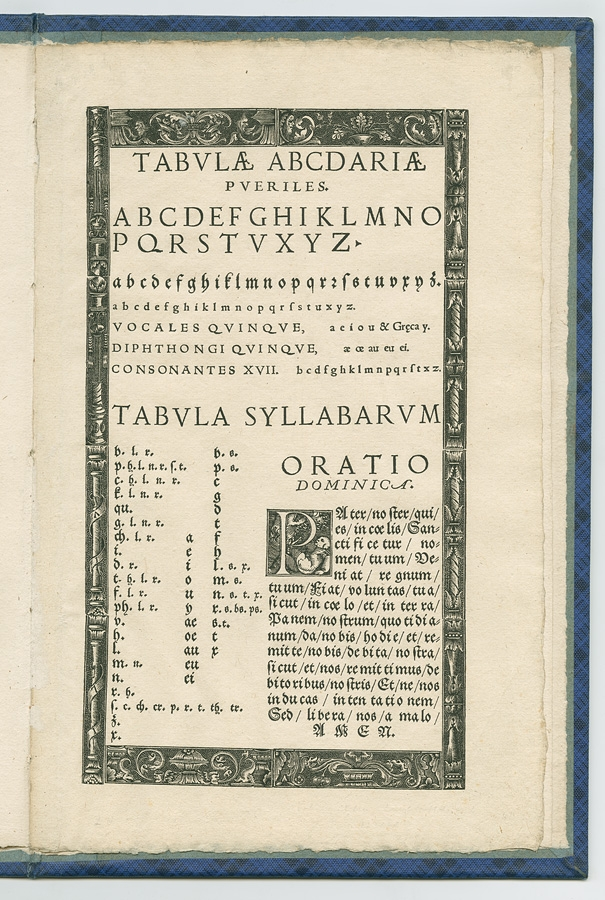
Petrus Platerus: Abecedarium, Einblattdruck von 1544
Neues ABC Büchlein, 1627 von Lucas Kilian
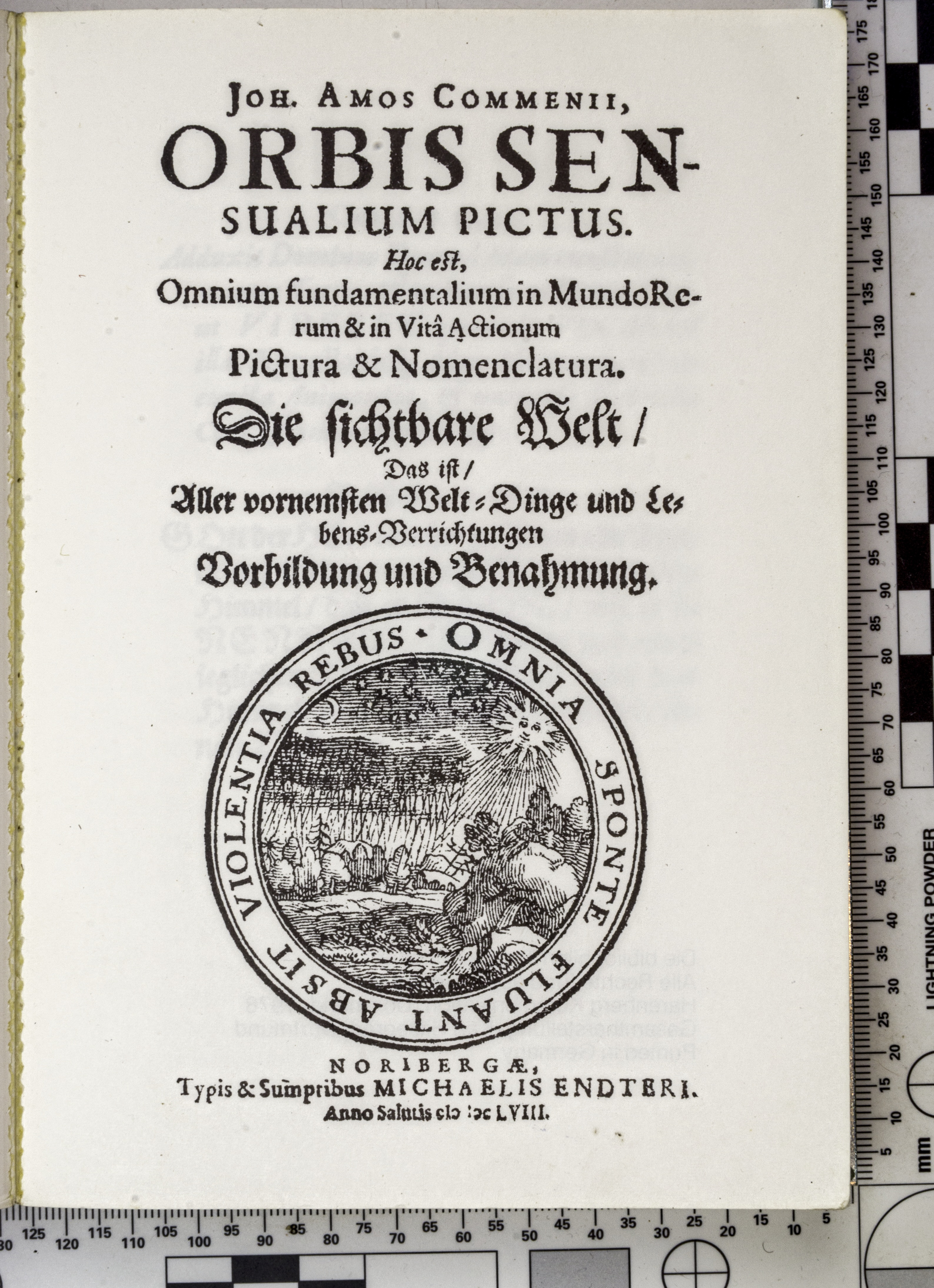
Johann Amos Comenius: Orbis sensualium pictus, 1658
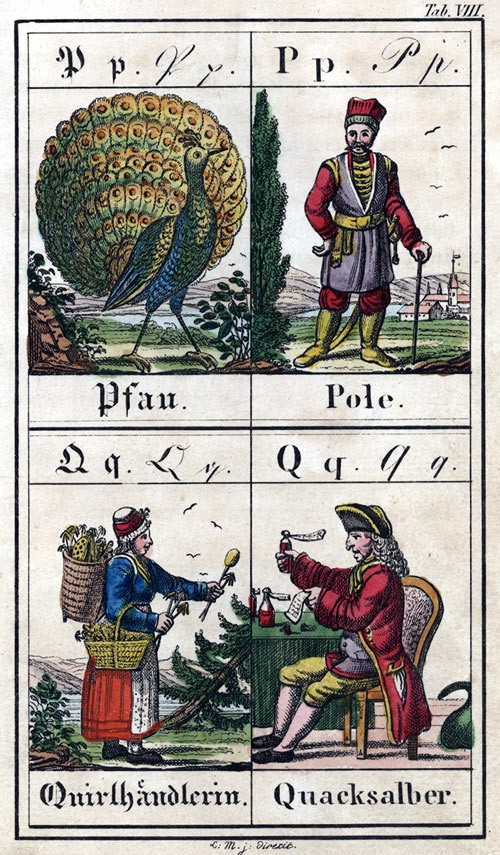
Aus einem ABC-Buch von 1830

### Österreich
In Österreich wurde der schlesische Schulreformer Johann Ignaz von Felbiger von Maria Theresia zum Generaldirektor des Schulwesens berufen. Wie in Schlesien 1765 schuf er für Österreich 1774 ein Generallandschulreglement, womit die Grundlagen für den Ausbau des Volksschulsystems mit allgemeiner Schulpflicht und einer seminaristischen Lehrerbildung gelegt wurden. Felbigers Fibel, die er 1774 herausgab, wurde bis 1832 im ganzen Habsburger Territorium verwendet.

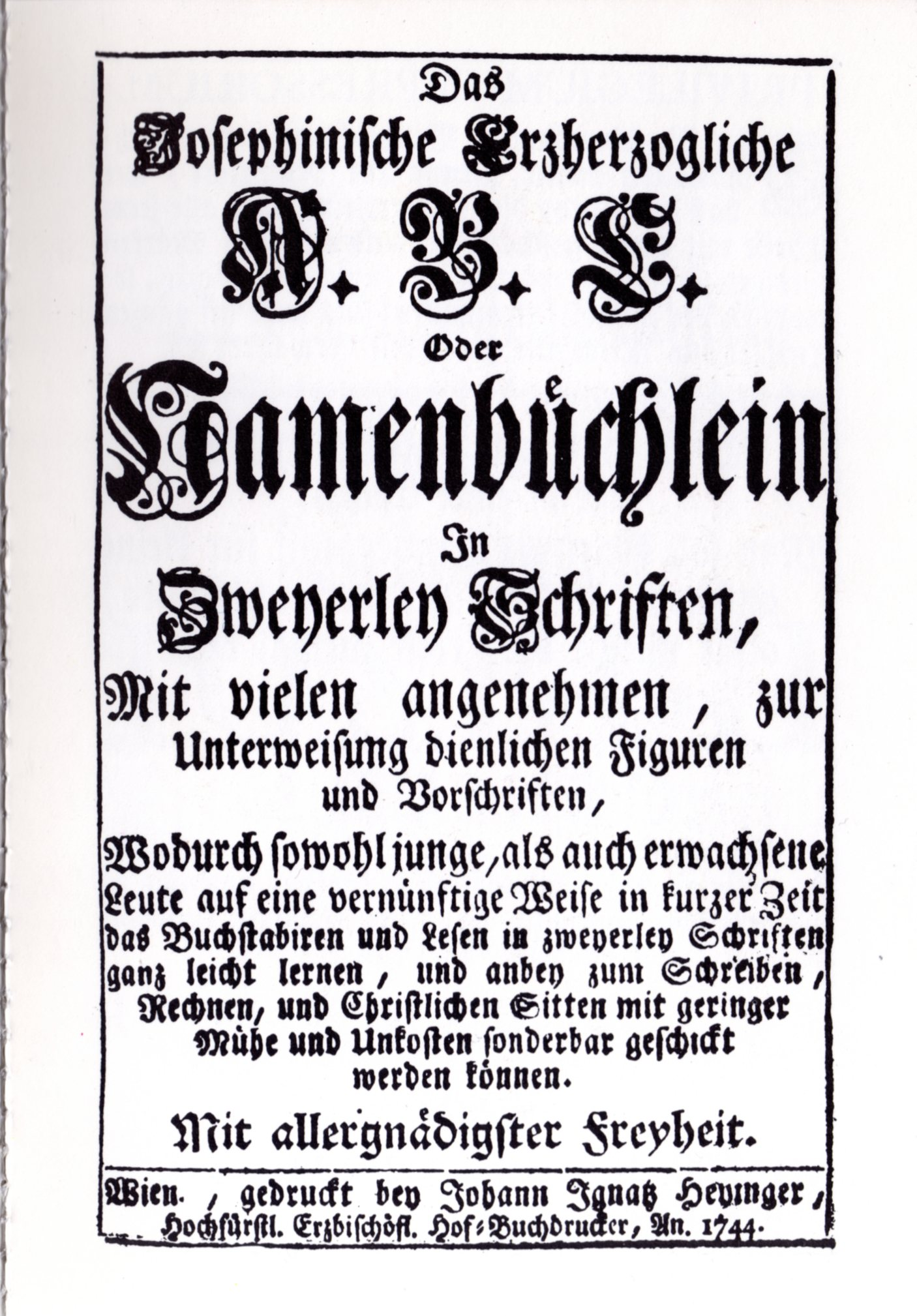
Josephinische Erzherzogliche ABC oder Namenbüchlein von 1741 von Johann Balthasar Antesperg
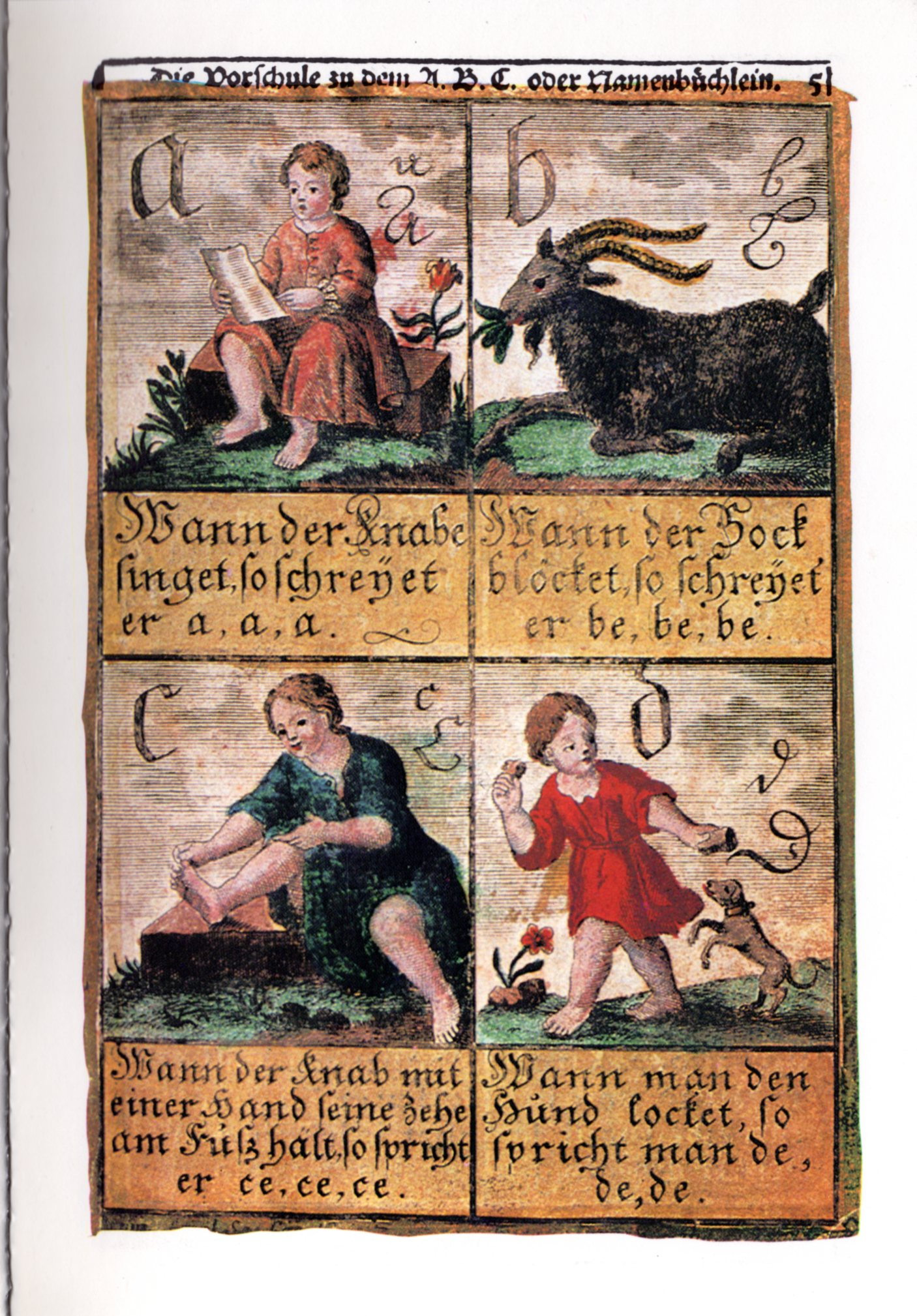
ABC oder Namenbüchlein von 1741: ABC
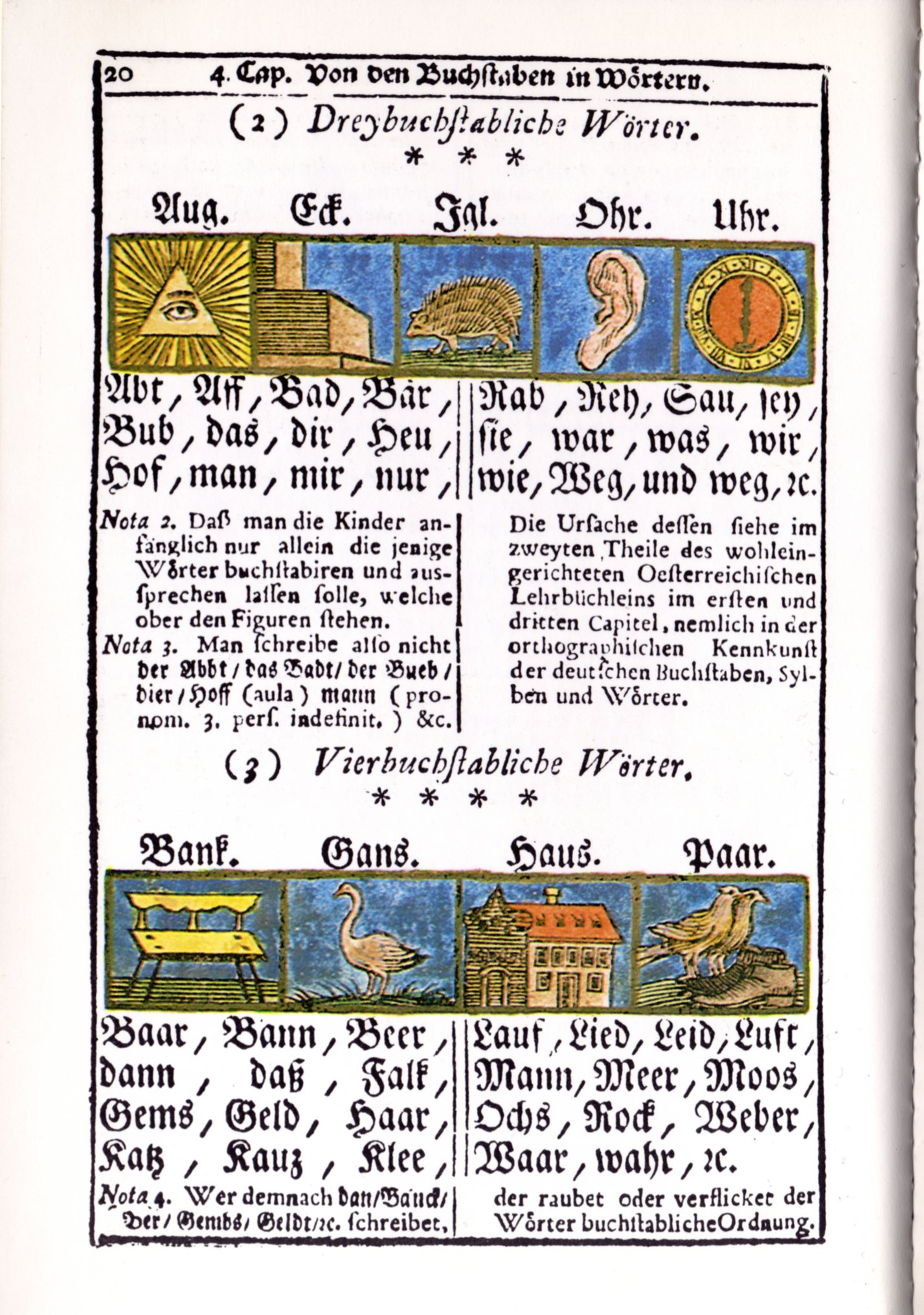
ABC oder Namenbüchlein von 1741: drei- und vierbuchstabliche Wörter
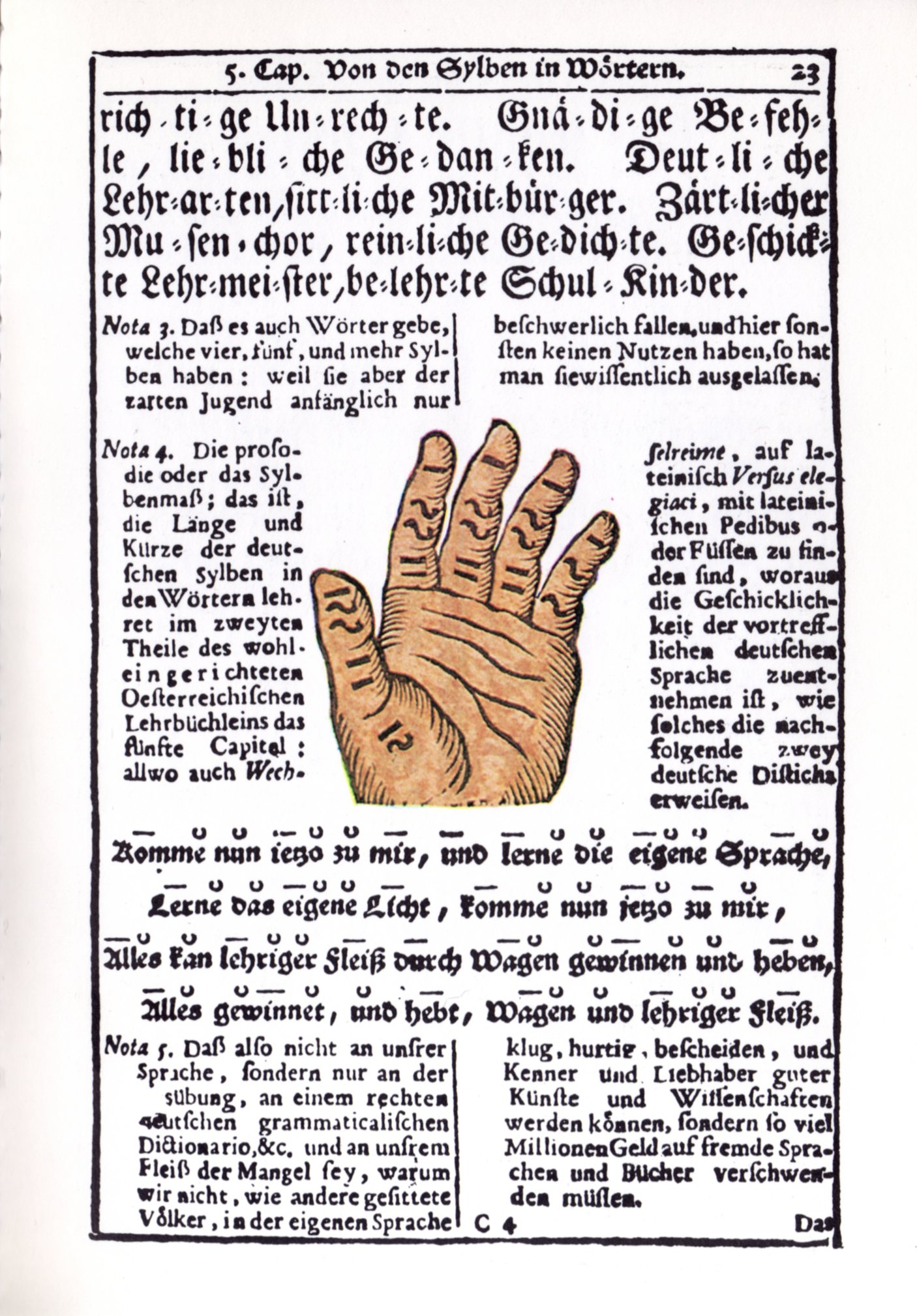
ABC oder Namenbüchlein von 1741: Prosodie

### Schweiz
In der Schweiz begannen die reformierten eidgenössischen Stände (ab 1848 Kantone) Schweizer Fibeln herauszugeben und die katholischen zogen bald nach. Die Stapfer-Enquête von 1799 zeigte, dass der Eidgenössische Schulunterricht bereits damals sehr gut war. Die Einführung der Buchstaben erfolgte in alphabetischer Reihenfolge, mit Silben oder einzelner bekannter Wörter, darunter häufig Namen. Deshalb hießen die ersten Fibeln in der Schweiz bis Anfang des 19. Jahrhunderts Namenbüchlein. Das älteste erhaltene Deutschschweizer Namenbüchlein wurde um 1570 bei Froschauer in Zürich gedruckt.
In der Bundesverfassung von 1848 wurde den Kantonen die Durchführung der in der Verfassung festgeschriebenen allgemeinen, unentgeltlichen Schulpflicht übertragen. Sie waren zuständig für die entsprechenden Lehrmittel und hatten ihre eigenen Lehrmittelverlage, katholische und evangelische gleichzeitig. Der Schweizerische  Lehrerinnen- und Lehrerverein gab von 1925 bis in die 1980er Jahre die für alle Deutschschweizer Kantone verfügbare Schweizerfibel heraus.

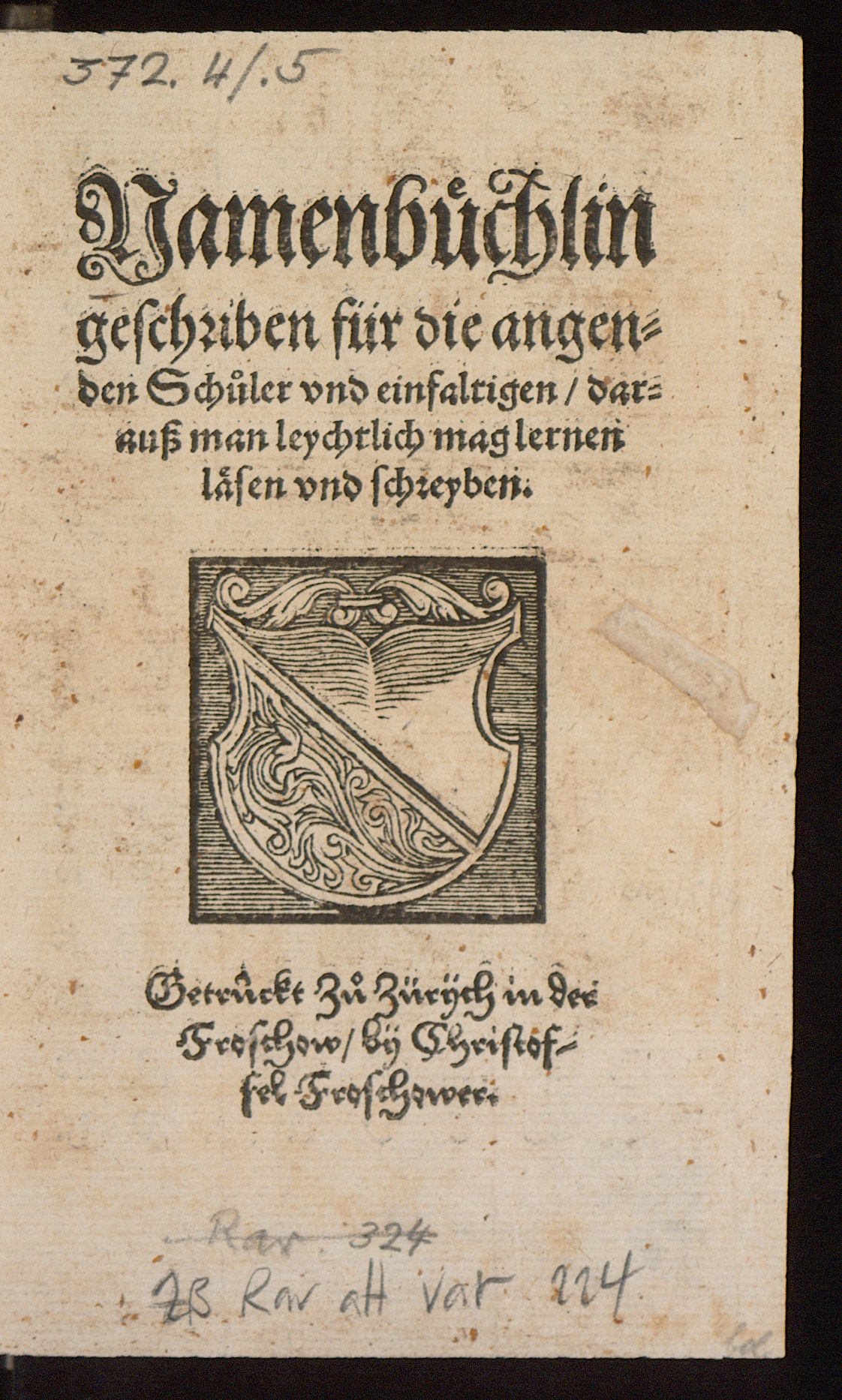
Namenbüchlin Zürich 1570
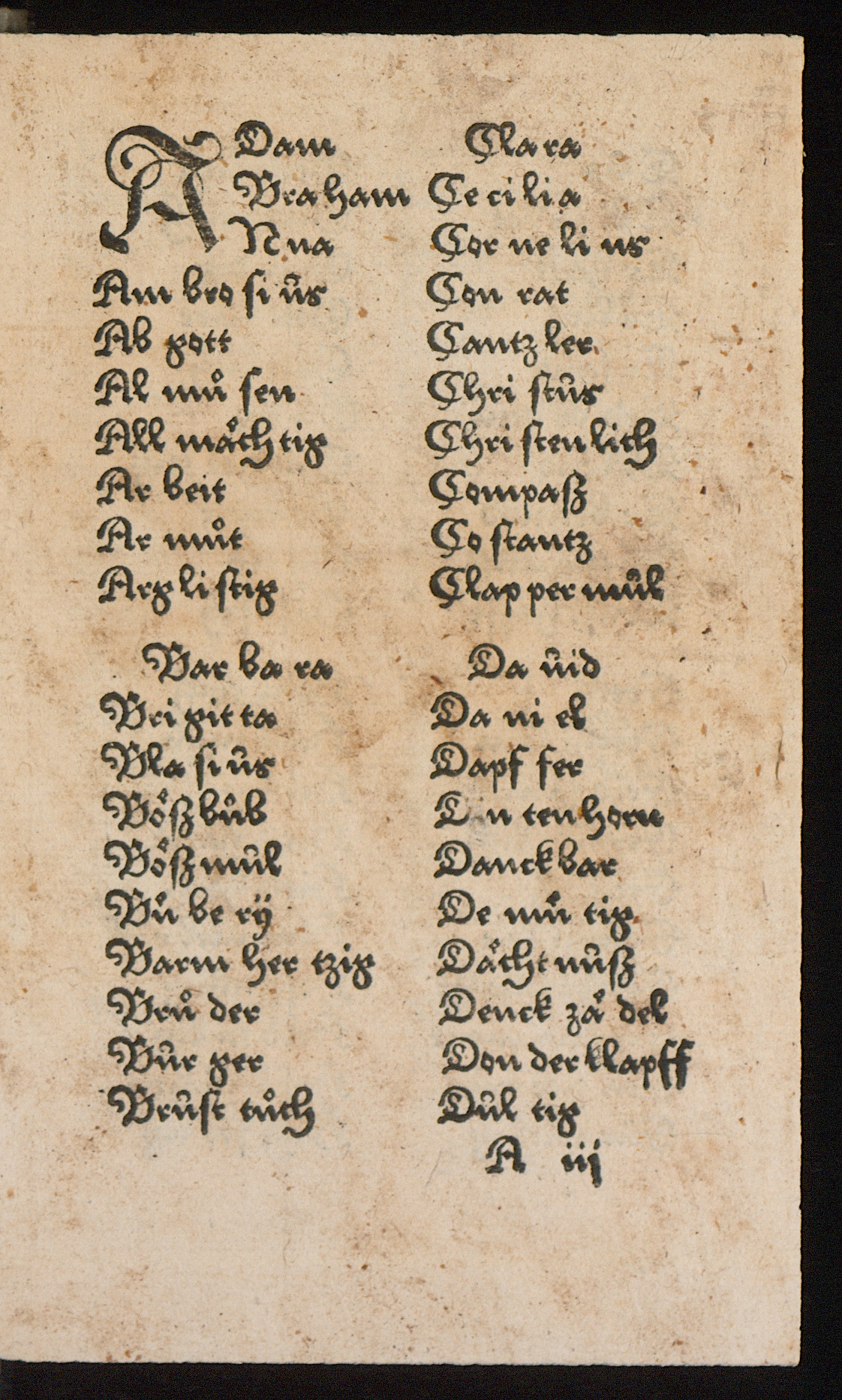
Namenbüchlein 1570: Namen und andere Wörter
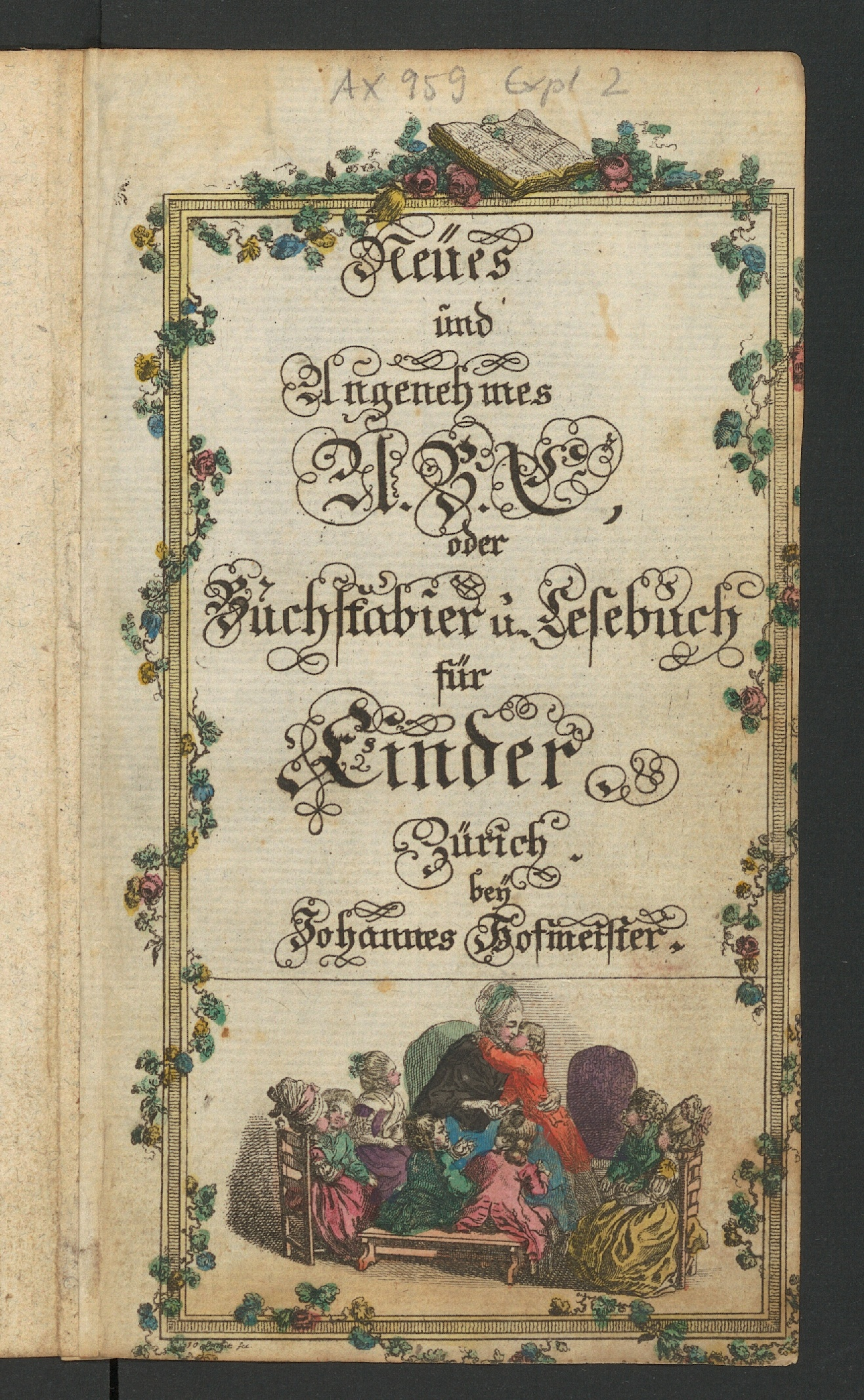
Buchstabier und Lesebuch 1750
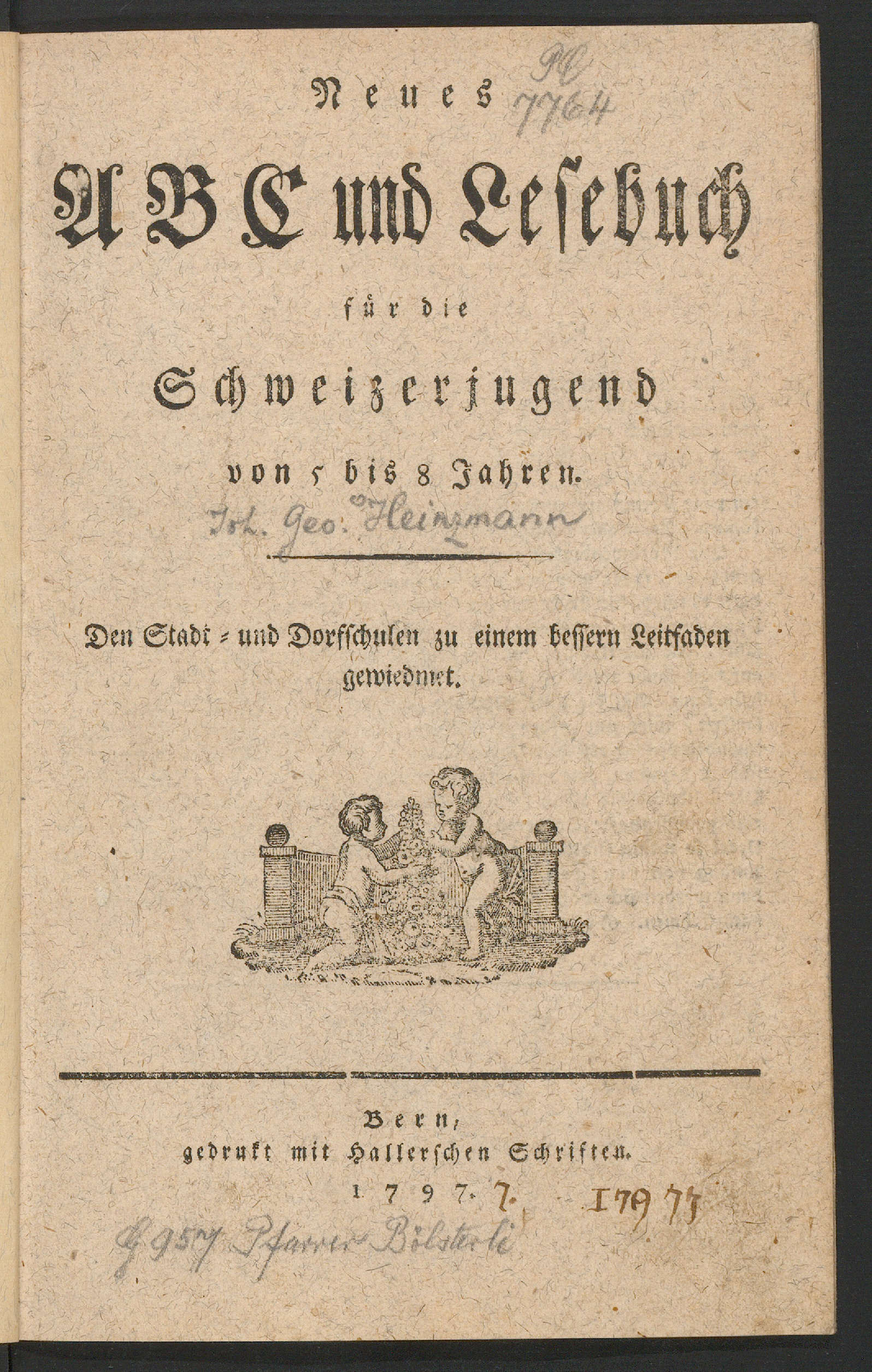
ABC und Lesebuch Bern 1797

## Wortentwicklung
Die Etymologie des Begriffs Fibel erklärt der Duden als „missverstanden aus ‚Bibel‘ (aus der viele Lesestücke stammten)“.
In allgemeinem Sprachgebrauch wird der Begriff Fibel heute auch zum Synonym für ein mehr oder weniger umfassendes Sachbuch, Ratgeberbuch, Nachschlagewerk, Handbuch, Fachbuch, Lehrbuch oder gar Lexikon. Dabei werden oft Komposita gebildet wie etwa Gartenbaufibel, die auf den speziellen Inhalt verweisen.
Die Schuldruckschrift wird auch Fibelschrift genannt.

## Nachweise
1. ↑  Systematische Logopädie. Grundlagen für die Erkennung und die Behandlung von Störungen des menschlichen Sprechvermögens. Ein Lehr- und Handbuch. Verlag Hans Huber, Bern 1985, ISBN 978-3-456-80754-6
2. ↑  Elke Urban und Sven Haaker: Die Familie im Schulbuch: Fibeln aus aller Welt. Greiner, Remshalden 2008, ISBN 978-3-86705-018-0.
3. ↑  Erich Wollenzien: Ina und Uli : Eine lustige Fibel für Schule und Haus. Bildschmuck Fritz Heinrich und Heinrich Faust, Ausgabe B: Antiqua. Pädagogischer Verlag Berthold Schulz, Berlin W 50 1948, DNB 455753997.
4. ↑  Schulfibeln. 1945–1990 DDR. Abgerufen am 25. Juli 2023.
5. ↑  Fibel, die. Duden, abgerufen am 20. Juli 2015.
6. ↑   Ingrid Kiefer, Michael Kunze: Die Kalorien-Fibel 1. 5.000 Nahrungsmittel. Werte. Sondertabellen: Vitamine, Mineralstoffe. 13., erweiterte Auflage. Kneipp, Wien 2006, ISBN 978-3-7088-0382-1.
7. ↑  Fritz B. Busch: Kleine Wohnwagen-Fibel. Alles über Caravans (Schnell-Kurs für Käufer). 2., Auflage. Dolde Medien, 2003, ISBN 978-3-928803-25-0.
8. ↑  Marc Wrobel, Marco Werth: Anästhesie-Fibel. Kompendium für den klinischen Alltag. Elsevier, München 2008, ISBN 978-3-437-24750-7.